# Kanton Bonnétable
Kanton Bonnétable is een kanton van het Franse departement Sarthe. Kanton Bonnétable maakt deel uit van de arrondissementen Mamers(8) en Le Mans (16) en telde 29.932  inwoners in 2020.

## Gemeenten
Het kanton Bonnétable omvatte tot 2014 de volgende 8 gemeenten:
- Bonnétable (hoofdplaats)
- Briosne-lès-Sables
- Courcival
- Jauzé
- Nogent-le-Bernard
- Rouperroux-le-Coquet
- Saint-Georges-du-Rosay
- Terrehault

Door de herindeling van de kantons bij decreet van 24 februari 2014, met uitwerking op 22 maart 2015, werden daar volgende 16 gemeenten aan toegevoegd:
- Ballon
- La Bazoge
- Beaufay
- Courcebœufs
- Courcemont
- La Guierche
- Joué-l'Abbé
- Montbizot
- Neuville-sur-Sarthe
- Saint-Jean-d'Assé
- Saint-Mars-sous-Ballon
- Saint-Pavace
- Sainte-Jamme-sur-Sarthe
- Souillé
- Souligné-sous-Ballon
- Teillé

Op 1 januari 2016 werden de gemeenten Ballon en Saint-Mars-sous-Ballon samengevoegd tot de fusiegemeente (commune nouvelle) Ballon-Saint Mars.